# کانیبک زولچوبکوف
کانیبک زولچوبکوف (به قرقیزی: Каныбек Жолчубеков؛ زادهٔ ۸ اکتبر ۱۹۸۹) کشتی‌گیر فرنگی‌کار تیم ملی قرقیزستان است.
از افتخارات وی می‌توان به کسب مدال نقره بازی‌های آسیایی ۲۰۱۸ اشاره کرد.